# AlphaEvolve
AlphaEvolve é um agente evolutivo de codificação para o desenvolvimento de algoritmos avançados, baseado nos modelos de linguagem Gemini desenvolvidos pela Google DeepMind.

## Sistema
O AlphaEvolve tem como objetivo descobrir e aperfeiçoar algoritmos de forma autônoma por meio da combinação de modelos de linguagem de grande escala (LLMs) e técnicas de computação evolutiva.
Construído sobre os modelos Gemini da DeepMind, o AlphaEvolve foi responsável por avanços em problemas algorítmicos e científicos complexos, como o da multiplicação de matrizes, cujas soluções já foram implementadas no ecossistema computacional da Google. A empresa afirma que, em um conjunto de 50 problemas matemáticos abertos, o modelo foi capaz de redescobrir soluções de ponta em 75% dos casos e encontrar soluções aprimoradas em 20% deles, como no avanço do problema do número de beijos.
Diferente de predecessores específicos como o AlphaFold ou o AlphaTensor, o AlphaEvolve foi projetado como um sistema de uso geral. Ele é capaz de operar em uma ampla gama de tarefas científicas e de engenharia, modificando automaticamente códigos e otimizando múltiplos objetivos. Sua arquitetura permite avaliar programas de forma programática, reduzindo a dependência de entradas humanas e mitigando riscos como as alucinações comuns em LLMs convencionais.

## Links externos
White paper do AlphaEvolve